# Roy Maurice Isaman

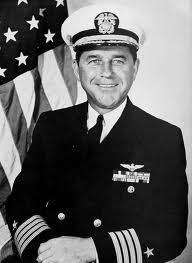
Roy Maurice Isaman

Roy Maurice Isaman (* 30. Mai 1917 in Lewiston; † 15. Februar 1988 in Arlington, Arlington County) war ein US-amerikanischer Offizier, der bei der United States Navy den Rang eines Admirals erreichte.
Er wurde für seine außerordentlichen Verdienste als Bomberpilot in der Schlacht um Midway mit dem Navy Cross ausgezeichnet.

## Militärische Laufbahn
- Bomberpilot der Bombing Squadron 3 (VB-3) an Bord der Yorktown während der Schlacht um Midway
- RADM Kommandant der Shasta vom 3. Februar 1961 – 4. März 1962
- Kommandant der Midway vom 21. April 1962 – 25. Januar 1963
- Kommandant des Naval Air Test Center in Patuxent River von 1970 bis 1972